# Millena
Millena ist eine Gemeinde im Südosten von Spanien in der Provinz Alicante in der Valencianischen Gemeinschaft. 2024 hatte die Gemeinde 249 Einwohner.

## Geografie
Millena liegt etwa 50 Kilometer nordnordöstlich von Alicante in einer Höhe von ca. 415 m. 

## Demografie
| 1900 | 1930 | 1950 | 1970 | 1981 | 1991 | 2001 | 2011 | 2021 |
| ---- | ---- | ---- | ---- | ---- | ---- | ---- | ---- | ---- |
| 385  | 285  | 260  | 168  | 140  | 135  | 178  | 208  | 243  |

## Sehenswürdigkeiten

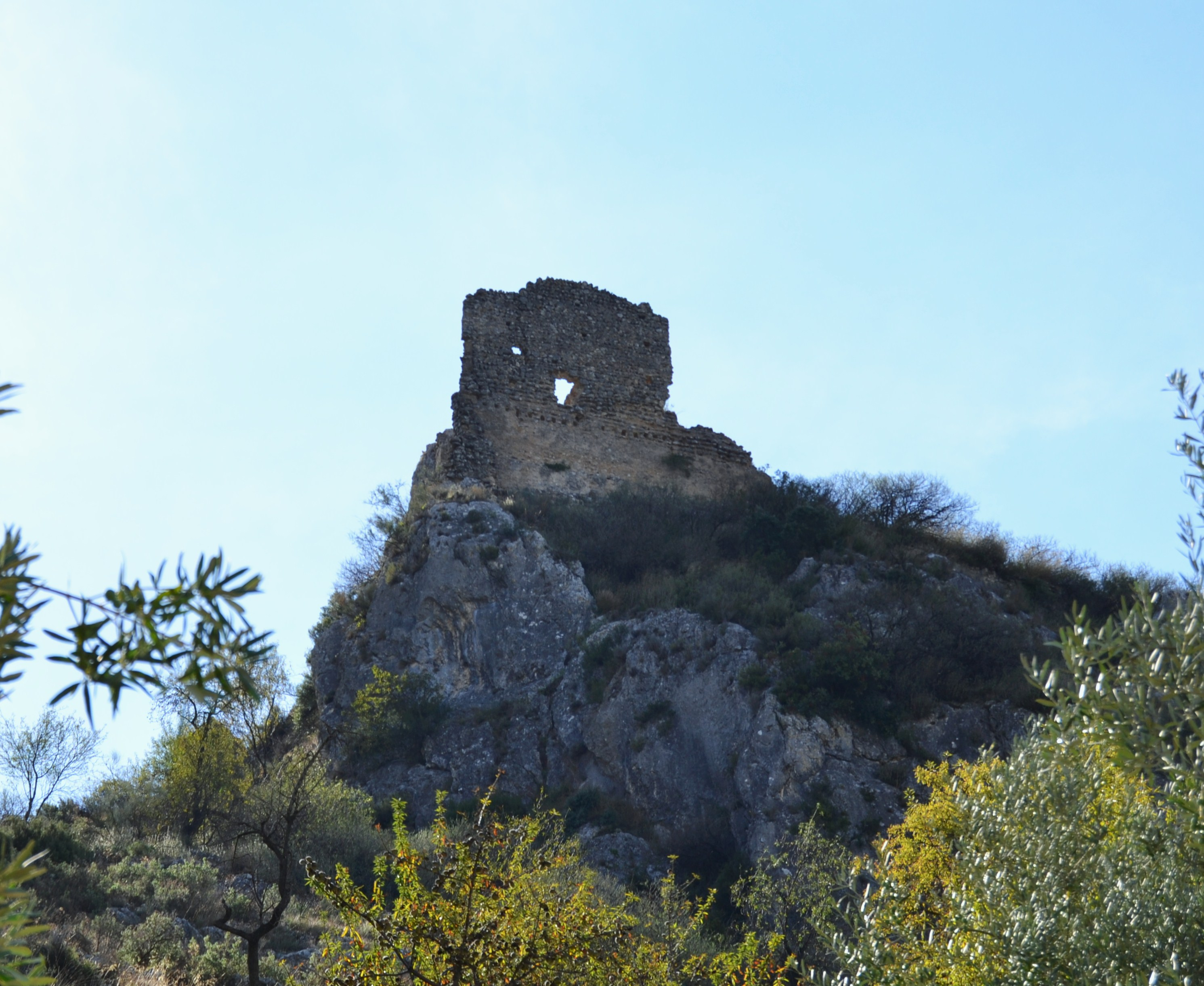
Burgruine von Travadell
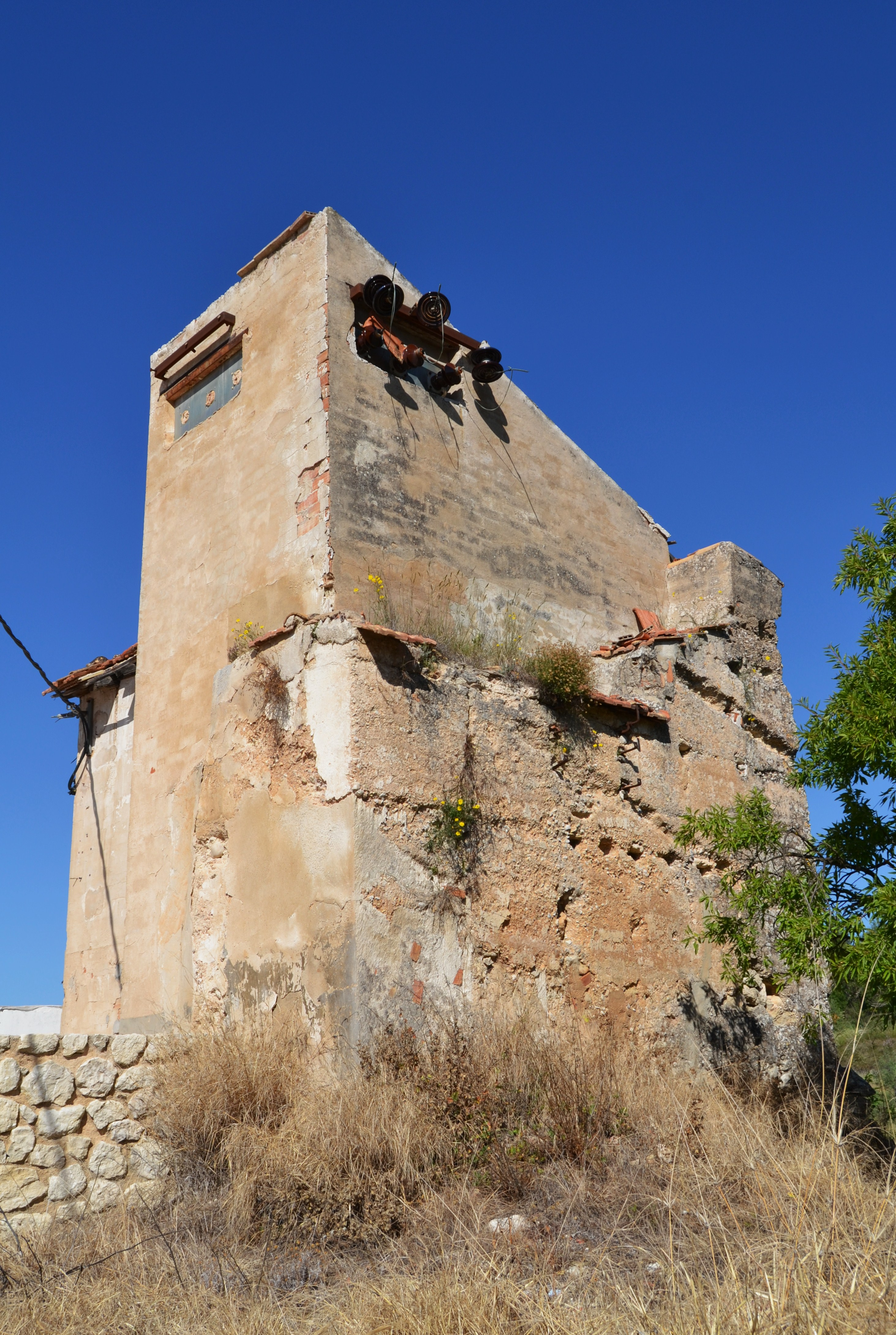
Turm von Millena

- Turm
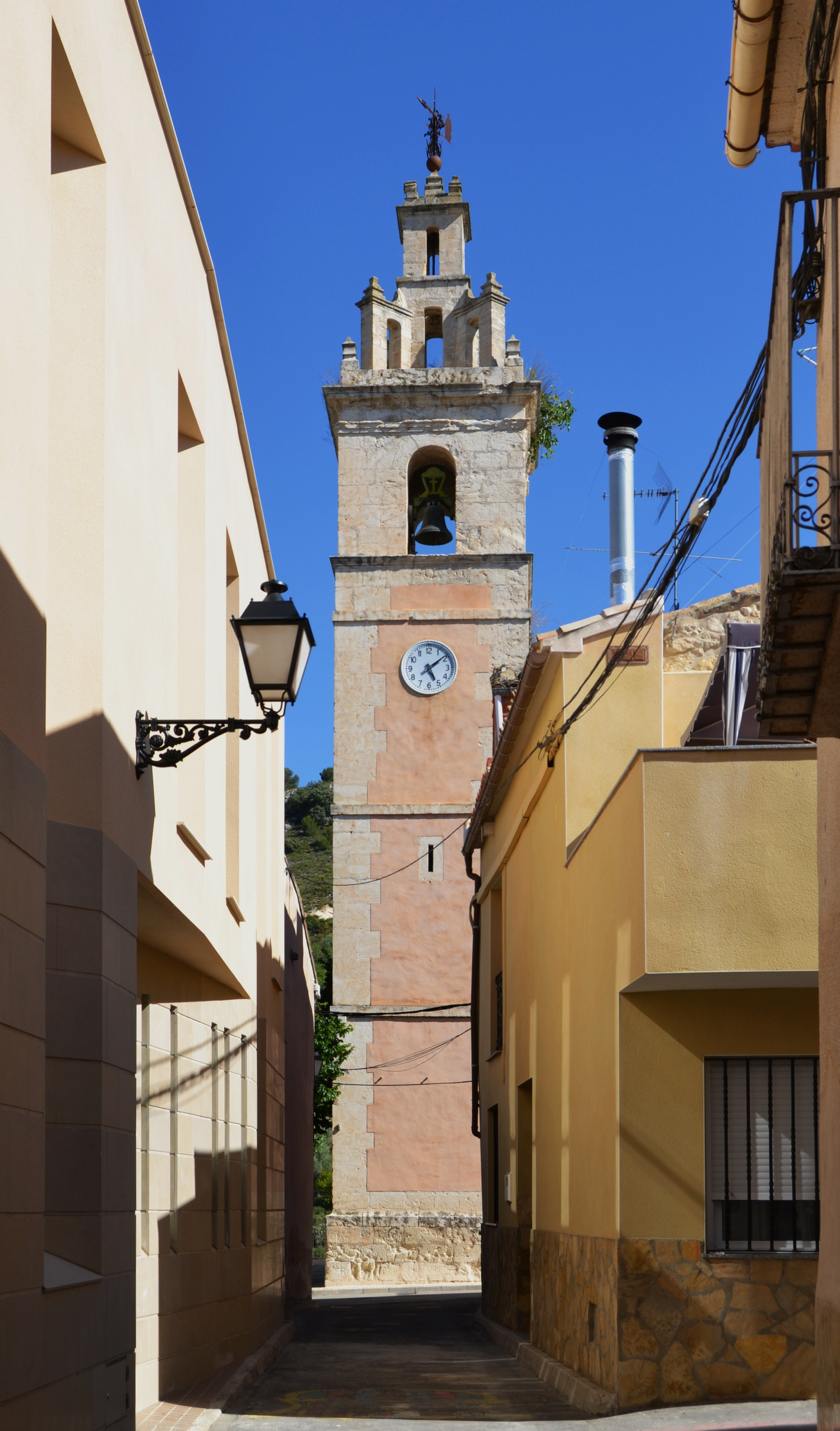
Josephskirche
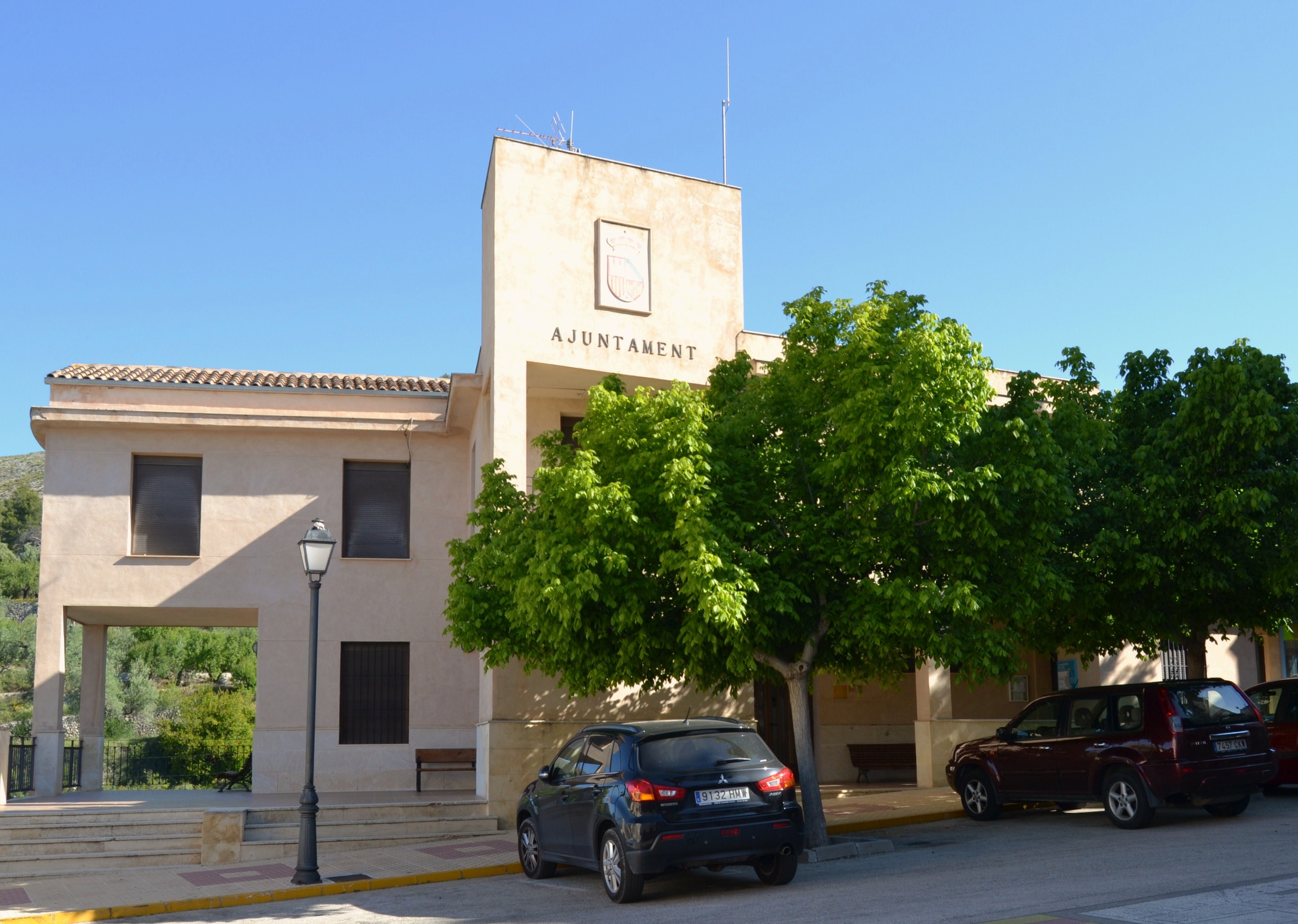
Rathaus

- Burgruine von Travadell
- Turm von Millena
- Josephskirche
- Rathaus